# Clusia nervosa
Clusia nervosa är en tvåhjärtbladig växtart som först beskrevs av Jules Émile Planchon och Triana, och fick sitt nu gällande namn av Engl. Clusia nervosa ingår i släktet Clusia och familjen Clusiaceae. Inga underarter finns listade i Catalogue of Life.